# Molí fariner de Can Còdol
El Molí fariner de Can Còdol és un molí fariner en desús de Vacarisses (Vallès Occidental). És un Bé Cultural d'Interès Local.

## Descripció
El molí fariner de can Códol és situat al costat de la riera de Còdol o de Sanana, a uns 200 metres de la masia de can Còdol, al nord del terme municipal.
L'estat de conservació del molí no és bo, però conserva gairebé tots els elements propis d'un molí fariner.
Al costat de l'edifici que conté la mola hi ha un cup o pou que feia funcions de bassa. La bassa és una construcció de planta quadrada amb secció circular a l'interior feta de pedra i d'una profunditat de 3 metres. Aquest pou es devia omplir amb aigua procedent de la riera.
El molí es troba a un nivell inferior respecte del cup. És una estructura de planta rectangular, no es pot veure la coberta per culpa de la vegetació i s'hi accedeix per un arc adovellat. Les dovelles són de pedra tosca i les parets de pedra de diferents mides amb cantoneres ben escairades.
La cambra interior està coberta amb volta de canó lleugerament apuntada, i les parets són de pedra de diferents mides. A l'interior hi ha les restes del mecanisme del molí: un brancal on hi ha la mola inferior o sotana, mentre que la mola superior o volandera ha desaparegut. El brancal té dos graons per accedir al nivell de les moles. Aquí apareix la data de construcció: 1778. El calaix que servia per recollir la farina no s'ha conservat.
També es conserva una part de l'eix de l'arbre de transmissió que passa pel forat central de la mola, així com el canal vertical pel que passava un eix que servia per obrir la comporta del canal del cup i permetre el pas de l'aigua per accionar el rodet.
Al soterrani s'observa un arc de l'espai del carcavà que ha quedat parcialment emplenat de terra i vegetació. L'interior és un passadís cobert amb volta d'arc de mig punt de pedra. El carcavà donava directament a la riera que passa just davant el molí.

## Masia
Les referències històriques del molí les trobem amb relació a la masia de can Còdol que està documentada des del segle xvi. És possible que el molí fos anterior, ja que té la volta apuntada i podria haver estat construït en els darrers segles medievals (XIV-XV). També hi ha altres elements com les fonts de Can Còdol i altres elements interessants com unes cavitats amb travertí que conformen un conjunt.